# 上原さやか
上原 さやか（うえはら さやか、12月13日 - ）は、日本の女性声優。埼玉県出身。特技は指圧。
以前はアイムエンタープライズに所属していた。

## 出演

### テレビアニメ
- 犬夜叉（村娘）
- グリーングリーン（女子生徒）
- SPEED GRAPHER（女）
- Devil May Cry（メイド）
- のらみみ2（マルタケ）
- フルーツバスケット（女子3）

### ゲーム
- ARIA The NATURAL 〜遠い記憶のミラージュ〜
- ハイスクール・オブ・ブリッツ（アミ・エータ）
- Memories Off 〜それから again〜（柏崎とおこ）

### ドラマCD
- お兄ちゃんと一緒（小塚音々）
- 仮面のメイドガイ（部員A）
- DARK EDGE（馬場あやり）
- 魔人探偵脳噛ネウロ ドラマCD（アイ）

### 吹き替え
- ER XIII 緊急救命室 #8（エリー〈ビアンカ・ブロックル〉）